# Богодухівський район (1923—2020)
Богоду́хівський райо́н — колишній район на північному заході Харківської області України, на межі із Сумською областю, який існував протягом 1923—2020 років і був ліквідований під час Адміністративно-територіальної реформи в Україні. Населення — майже 40 тисяч осіб. Історія району тісно пов'язана з історією усієї Слобідської України. На Богодухівщині народилися засновник Харківського університету Василь Каразін, письменник Микола Хвильовий. На території колишнього Богодухівського району розташовувалося кілька природних пам'яток і садово-парковий комплекс із палацом у Шарівці.

## Географія
Богодухівський район є складовою Харківської області України, розташований на північному заході області. На півночі межує з Великописарівським і Охтирським районами Сумської області, на півдні — з Валківським, на заході — із Краснокутським, та із Золочівським і Дергачівським районами Харківської області на сході. Районний центр — місто Богодухів.
Територія Богодухівського району — 4510,3 км² (або 451 030 га). Це 14,4 % загальної площі Харківської області.
Територією району протікають 10 річок: Мерла (найбільша), Крисинка, Рябина, Мерчик, Мокрий Мерчик, Братениця, Куп'єваха, Івани, Мандричина, Криворотівка.

### Клімат
Богодухівський район розташований у зоні помірно-континентального клімату. На клімат району впливають повітряні маси, що надходять з Атлантичного та Північного Льодовитого океанів. Для цього клімату характерні відносно тепле літо і порівняно тепла зима, при достатній вологості протягом усього року. Середня багаторічна температура повітря близько +7,2°, найхолоднішими місяцями є січень −6,9° та лютий −6,8°.
Мінімальна температура за останні роки була у лютому 1994 року −32,5°. Лише 1940 року температура повітря в січні падала до −40°. Але останнім часом таких морозів не було.
Середня місячна температура липня +19,8°, серпня +19,1°. Абсолютний максимум +37°.
Середньорічна кількість опадів — 552 мм; норма опадів за рік — 500 мм. Середнє число днів з опадами протягом року — 161 день. Від жовтня до квітня днів з опадами спостерігається більше, ніж протягом інших місяців. Найбільша кількість днів з опадами спостерігається у січні і лютому, але найбільша кількість опадів спостерігається у травні — червні. Хоча кількість днів з опадами у останньому випадку звичайно менша, але опади інтенсивні, у вигляді зливових дощів. Найменша кількість опадів у серпні.
Опади бувають здебільшого у вигляді дощу в теплий період (квітень  — жовтень) і снігу в холодний. Мряка спостерігається в усі місяці року, за винятком червня й липня, коли її майже не буває. Восени і взимку мряка спостерігалася частіше, ніж весною. Найбільша кількість днів із дощем припадає на травень, здебільшого дощі бувають у жовтні. У період із листопада по березень кількість днів із дощем зменшується: у цей період спостерігаємо сніг. Нерідко сніг буває в жовтні і у квітні.
Середньорічна вологість повітря — 75 %. Найбільша вологість припадає на холодну пору року (листопад — лютий 85-90 %), найменша вологість у травні 56-60 %. 100 % вологість спостерігається при туманах у період з листопада по травень, а з них особливо часто  — у грудні.
Узимку тумани тривають кілька діб. Улітку тумани бувають часто і тривалість їх недовга, усього 3-5 годин. Здебільшого вони спостерігаються вранці.
Середньорічна швидкість вітру — 4 м/с. Найбільша швидкість вітру спостерігається в листопаді-березні. На холодну пору року припадає і найбільше число днів зі швидкістю вітру 15 м/с і більше. Найбільша швидкість вітру, що була зафіксована метеостанцією Богодухів у період 1995–2000 роки, становила 24 м/с. Найбільша кількість днів зі штилем спостерігається в літню пору. За напрямком вітри бувають різні; проте взимку й весною частіше спостерігаються східні вітри, влітку — західні, восени — південні й західні.
Найбільше хмарних днів спостерігається в період із листопада по березень. Багато ясних днів відмічено влітку (липень-вересень). Висота хмарності здебільшого 600—800 м. Хмарність висотою 300—400 м є типовішою для січня, лютого, березня, листопада, грудня; 200 м і менше в жовтні й листопаді.
Узимку (грудень-березень) спостерігаються заметілі, хоча нерідко бувають і наприкінці жовтня-листопада. Зимові заметілі тривають до трьох діб. Сніговий покрив лежить із листопада -грудня до березня. Середня висота снігового покриву близько 15 см. Серед зимових явищ особливо часто спостерігаються ожеледь та паморозь, що можуть тривати (особливо у стадії збереження) до 4-6 діб.

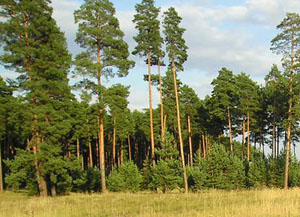
Лісові насадження у межах міста Богодухів (наприкінці серпня)

Улітку спостерігаються суховії: вітер 12 м/с і більше при низькій вологості повітря — менше 30 %. У теплий період спостерігаються грози й град. 21 травня 1996 року був відмічений сильний град; його розміри сягали більш ніж 30 мм, а місцями 50 мм. Господарству було нанесено великих збитків.

## Пам'ятки
- Археологічні:

На схід від села Полкова Микитівка, де зливаються річки Куп'єваха та Мерла, було розташоване скіфське городище середини І тисячоліття до нашої ери.
Поблизу села Хрущова Микитівка розташоване городище скіфського часу (V-ІІІ століття до нашої ери).
- Історичні:

Як символ подій серпня 1943 року при в'їзді до міста на постаменті стоїть танк Т-34. Богодухівці увічнили там імена земляків Б. М. Гомолка, Д. С. Загорулька, І. С. Івченка, О. М. Чалого, які загинули в роки Другої світової війни.
- Природні:

Ботанічний заказник місцевого значення «Тушинський». Площа 134,0 га. Займає частину території Гутянського лісництва. У трав'яному покриві ростуть сон-трава, чистотіл великий, звіробій продірявлений, глід, бузина червона.
Ботанічний заказник місцевого значення «Шарівський». Площа 146,0 га. Розташований у Шарівському лісництві. Тут під пологом соснового високопродуктивного лісу і на узліссях ростуть конвалія звичайна, деревій звичайний, чистотіл великий, бузина червона.
Загальнозоологічний заказник місцевого значення «Джерельне». Площа 21,0 га. Розташований у селищі Ульянівка.
Ентомологічний заказник місцевого значення «Степовий». Площа 5,0 га. Знаходиться на ділянці у селищі Степне. У ньому ростуть лікарські рослини. Тут живе понад 40 видів комах, у тому числі багато одиноких земляних бджіл, джмелів, метеликів.
Ентомологічний заказник місцевого значення «Шейчина балка». Площа 4,0 га. Це ділянка біля села Сінне на південному степовому схилі балки. Тут росте ковила пірчаста, анемона, ломиніс, сон-трава, живе більш ніж 30 видів комах-запилювачів сільськогосподарських культур, у тому числі одинокі бджоли, джмелі.
Ботанічний пам'ятник природи місцевого значення «Гутянський дуб-велетень». Знаходиться в Гутянському лісництві. Це дерево віком 350 років, 25 м заввишки, діаметр — 100 см.
Ботанічний пам'ятник природи місцевого значення «Полянський дуб-велетень» у Гутянському лісництві. Це дерево віком приблизно 350 років, 25 м заввишки, діаметр стовбура — 120 см.
Парк-пам'ятка садово-паркового мистецтва загальнодержавного значення «Шарівський». Парк розташований у селищі Шарівка Богодухівського району. Історія парку і селища має однакові корені.
Шарівка утворилася на початку XVIII століття, коли осавул Охтирського полку Матвій Шарій отримав «дозвільний лист» — дозвіл заснувати в Муравському повіті невелике село. На основі природного лісу і фруктових садів на території садиби заснували парк.
Початок XIX століття — період побудови палацу, терас із широкими сходами, ставків.
Наприкінці XIX століття господарем палацу і парку стає «цукровий король» Леопольд Кеніг. Пізніше палац був добудований і розширений. Утворився цільний архітектурний комплекс, до якого, крім величезного палацу, виконаного в готичному стилі, входять оранжерея, терасовані кам'яні східці, головна брама та інше. У садибі — чудовий парк, один із найцінніших парків України. При створенні палацово-паркового комплексу використовувалися готичний стиль і стиль ренесансу. Решта території парку непомітно зливається з дубовим пралісом. Цю частину парку організував відомий паркобудівник Куфальд у природному, або ландшафтному, стилі. У парку до 70 рідкісних цінних порід дерев — представників флори Європи і Азії, Америки й Африки. Хвойні і листяні дерева художньо скомпоновані у мальовничі групи. У парку є ставок.

## Історія
Богодухівський район засновано у 1923 році. 

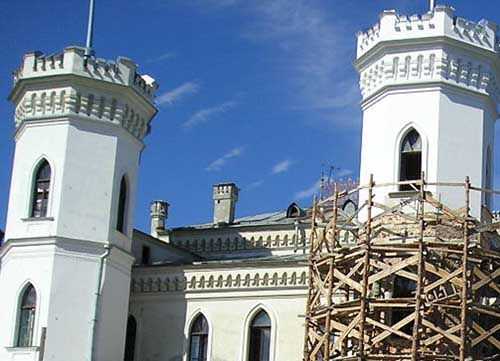
Шарівка Вежі «палацу». Реставрація

Богодухівський край був і залишається хліборобським. Цьому сприяють його географічне положення, рельєф, а також кліматичні і природні умови. На початку 1920 року 24 000 осіб, що проживали у майже 80 відсотках селянських дворів, очікували перерозподілу землі. Основним гальмом у розвитку сільського господарства у ті часи була продрозверстка. У 1922 році район сильно потерпів від посухи і голоду. У першій половині року голодувало 13 630 осіб, половину яких становили діти віком до 16 років.
Багато мешканців району загинуло під час Голодомору 1933 року.
Під час Другої світової війни територія району тричі ставала ареною жорстоких боїв між німецькими і радянськими військами. 12 жовтня 1941 року райцентр зайняли моторизовані колони Вермахту.
До складу Радянської Армії мобілізовано 15 512 жителів району, у тому числі — 156 жінок. Усього на фронтах загинуло 7 422 жителі району, і ще 3 362 зникли безвісти. З війни не повернулися додому 1539 уродженців Богодухова, їхні імена викарбувано на плитах Меморіалу Слави.
У партизанських діях проти німців брали участь бойові групи, що складалися з місцевих жителів. Тут діяли 5 партизанських загонів під керівництвом М. П. Руденко, І. І. Копєнкіна, К. О. Яковлевича, О. Я. Кизилова, І. М. Кулишова. Загальна чисельність загонів сягала 180 осіб. Упродовж німецької окупації повішено і розстріляно 222 особи. На примусові роботи до Німеччини вивезено більш ніж чотири тисячі чоловік, здебільшого молодь.
Під час відвоювання району радянськими військами загинуло 6181 бійців і командирів Червоної Армії. Найзапеклішими були бої за селища Гути (589 загиблих червоноармійців) і Шарівка (537), села Сухини (387), Крисине (528), Кленове (501). З радянської сторони у боях взяли участь частини 6-го танкового корпусу генерал-майора А. Л. Гетьмана — 22-га і 200-та танкові бригади підполковника Н. Г. Веденичева і полковника М. В. Моргунова. У складі корпусу діяли також 1461-й самохідний артилерійський полк Г. Нікуліна і 79 гвардійський мінометний полк полковника І. І. Бондаренка. Впродовж серпня Богодухівський район був повністю зайнятий радянською армією. За участь у боротьбі із німецькими військами 4350 жителів району були нагороджені орденами і медалями СРСР, а п'ятеро отримали звання Героїв Радянського Союзу.

## Адміністративний поділ
Район адміністративно-територіально поділяється на 1 міську раду, 2 селищні ради та 20 сільських рад, які об'єднують 78 населених пунктів та підпорядковані Богодухівській районній раді.

### Ради
На території району функціонують 1 міська, 2 селищні та 20 сільських рад.
Міська рада:
- Богодухівська міськрада

Селищні ради:
| - Гутянська селищна рада | - Шарівська селищна рада |

Сільські ради:
| - - Вінницько-Іванівська сільська рада - Губарівська сільська рада - Дмитрівська сільська рада - Забродівська сільська рада - Зарябинська сільська рада - Івано-Шийчинська сільська рада - Кленівська сільська рада - Крисинська сільська рада - Куп'єваська сільська рада - Олександрівська сільська рада | - - Павлівська сільська рада - Петропавлівська сільська рада - Полково-Микитівська сільська рада - Сазоно-Баланівська сільська рада - Степнянська сільська рада - Сухининська сільська рада - Сіннянська сільська рада - Улянівська сільська рада - Хрущово-Микитівська сільська рада - Вікторівська сільська рада |

## Демографія
Розподіл населення за віком та статтю (2001):
| Стать | Всього | До 15 років | 15-24 | 25-44 | 45-64 | 65-85 | Понад 85 |
| --- | ------ | ----------- | ----- | ----- | ----- | ----- | -------- |
| Чоловіки | 21 953 | 3761        | 3835  | 6250  | 5409  | 2582  | 116      |
| Жінки | 25 605 | 3804        | 3192  | 6253  | 6346  | 5385  | 625      |
| \| Статево-вікова піраміда \| Статево-вікова піраміда \| Статево-вікова піраміда \| \| ----------------------- \| ----------------------- \| ----------------------- \| \| Чоловіки \| Вік \| Жінки \| \| 116 \| 85 + \| 625 \| \| 183 \| 80-84 \| 716 \| \| 596 \| 75-79 \| 1578 \| \| 973 \| 70-74 \| 1886 \| \| 830 \| 65-69 \| 1205 \| \| 1550 \| 60-64 \| 2168 \| \| 832 \| 55-59 \| 1020 \| \| 1408 \| 50-54 \| 1557 \| \| 1619 \| 45-49 \| 1601 \| \| 1737 \| 40-44 \| 1737 \| \| 1477 \| 35-39 \| 1607 \| \| 1499 \| 30-34 \| 1427 \| \| 1537 \| 25-29 \| 1482 \| \| 1541 \| 20-24 \| 1443 \| \| 2294 \| 15-20 \| 1749 \| \| 1685 \| 10-14 \| 1627 \| \| 1196 \| 5-9 \| 1225 \| \| 880 \| 0-4 \| 952 \| |        |             |       |       |       |       |          |
| Статево-вікова піраміда |        |             |       |       |       |       |          |
| Чоловіки | Вік    | Жінки       |       |       |       |       |          |
| 116 | 85 +   | 625         |       |       |       |       |          |
| 183 | 80-84  | 716         |       |       |       |       |          |
| 596 | 75-79  | 1578        |       |       |       |       |          |
| 973 | 70-74  | 1886        |       |       |       |       |          |
| 830 | 65-69  | 1205        |       |       |       |       |          |
| 1550 | 60-64  | 2168        |       |       |       |       |          |
| 832 | 55-59  | 1020        |       |       |       |       |          |
| 1408 | 50-54  | 1557        |       |       |       |       |          |
| 1619 | 45-49  | 1601        |       |       |       |       |          |
| 1737 | 40-44  | 1737        |       |       |       |       |          |
| 1477 | 35-39  | 1607        |       |       |       |       |          |
| 1499 | 30-34  | 1427        |       |       |       |       |          |
| 1537 | 25-29  | 1482        |       |       |       |       |          |
| 1541 | 20-24  | 1443        |       |       |       |       |          |
| 2294 | 15-20  | 1749        |       |       |       |       |          |
| 1685 | 10-14  | 1627        |       |       |       |       |          |
| 1196 | 5-9    | 1225        |       |       |       |       |          |
| 880 | 0-4    | 952         |       |       |       |       |          |

Населення району (станом на 1 січня 2005 року) становить 45,8 тисяч осіб . У тому числі:
- міського населення — 21,5 тисяч осіб
- сільського населення — 24,3 тисячі осіб

Загальна кількість пенсіонерів у районі — 14422 особи, або 31,4 % населення
- Густота населення в районі на 1 км² — 39,7 осіб

- Рівень народжуваності на 1 тисячу населення — 7,3 особи
- Рівень смертності на 1 тисячу населення — 21,4 особи

Національний склад населення станом на 1 січня 2005 року:
- Українці 42594 особи, або 93 %
- Росіяни 1740 осіб, або 3,8 %
- Білоруси 320 осіб, або 0,7 %
- Інші національності 1145 осіб, або 2,5 %

## Економіка
Сільське господарство району спеціалізується на розвитку рослинництва (рослинництво — 73 %, тваринництво — 27 %), а промислове виробництво — на переробній галузі (харчова промисловість — 90 %, легка — 9 %).
Сільськогосподарські угіддя району становлять 88802,74 га. У тому числі:
| № | Угіддя   | Площа (га) |
| 1 | Рілля    | 77171,48   |
| 2 | Сади     | 1574,96    |
| 3 | Сінокоси | 3774,46    |
| 4 | Пасовища | 6257,44    |
| 5 | Ліси     | 18156,65   |

У 2004 році в аграрному секторі району було зареєстровано 144 суб'єкти різних форм господарської діяльності, а також 590 громадян, які самостійно обробляли свої земельні наділи (паї). У господарствах району того року зібрали 125,5 тисячі тонн зерна. Середня урожайність становила 32,1 ц/га.
В останні роки у районі зростають площі, відведені під посіви зернових культур, а зернове господарство стало пріоритетною галуззю. У 2004 році з метою підтримки рослинництва запровадили закупівлю зерна до держрезерву за закупівельними цінами, що сприяло стабілізації цін на ринку даної продукції. Товаровиробники району продали до держрезерву 3266 тонн продовольчої пшениці.
У 2004 році показники тваринництва були такі: скоротилося поголів'я худоби (великої рогатої худоби на 3531, або 26 %; у тому числі корів на 1846, чи — 32 %; свиней на 1560, чи — 43 %). У той же час збільшилося поголів'я птиці і овець (відповідно, 29 % і 3 %).
Тепер у районі діють 125 фермерських господарств, які обробляють 19158 га землі (10 % від загальної площі району). Фермери впевнено здобувають авторитет у народі, і люди охоче віддають їм в оренду свої земельні наділи.
Промисловий комплекс району складається з 10 підприємств. Основна спеціалізація — харчова промисловість і переробка сільгосппродукції. У цій галузі нині працює кожне друге підприємство району.
На другому місці перебувають підприємства легкої промисловості, які виготовляють близько 10 % промислової продукції району. Крім того, у районі є підприємства поліграфічної промисловості, лісового господарства, підприємство УТОС.
Розвиток промисловості у Богодухівському районі розпочався у 1869 році. Саме тоді почав працювати цукровий завод. Сьогодні це підприємство, екіпіроване сучасним обладнанням, виробляє майже половину промислової продукції району.
З 1930 року у районі промислово переробляється шкірсировина. Підприємство «Богодухівшкіра» (філія «Луганськшкіра») має сучасне імпортне обладнання і виробляє високоякісну продукцію (у тому числі і призначену для експорту в інші країни).
Богодухівський молокозавод почав працювати у 1969 році. Підприємство постійно розширює асортимент продукції, покращує її якість. Тепер щомісячне виробництво продукції заводу сягає 1 мільйона гривень.
Стабільно працює ВАТ «Богодухівський хлібзавод». Асортимент продукції невпинно розширюється і налічує понад 40 найменувань.
Використовують технологічний досвід передових підприємств України і закордонних фірм на ЗАТ «Богодухівський м'ясокомбінат». Останнім часом (станом на 2005 рік) на підприємстві запровадили випуск 30 нових видів копчених і ковбасних виробів.
ТОВ «Богодухівський завод продтоварів» пропонує своїм клієнтам широкий асортимент кондитерських виробів, борошно, масло, крупи.
У цілому промисловість Богодухівщини виробила у 2004 році товарної продукції на суму 63,3 мільйона гривень, що на 42 % більше, ніж у 2003-му (у порівняльних цінах).
У Богодухівському районі використовують лише наземні види транспорту — залізничний і автомобільний.

## Транспорт
Районом проходить автошлях E40М03.

### Релігія
У державний реєстр Харківської області внесено 19 релігійних закладів Богодухівського району (), серед них:
| № | Конфесія                                                 | Кількість |
| 1 | Українська православна церква (Московського Патріархату) | 10        |
| 2 | Українська православна церква (Київського Патріархату)   | 2         |
| 3 | Євангельські християни-баптисти                          | 3         |
| 4 | Християни-євангелісти                                    | 2         |
| 5 | Адвентисти сьомого дня                                   | 1         |
| 6 | Свідки Єгови                                             | 1         |

## Соціальна сфера

### Освіта і культура
- Сьогодні у Богодухівському районі функціонує одна музична школа (школа мистецтв) ім. В. Т. Борисова і дві спортивні школи.

- У 12 загальноосвітніх навчальних закладах району І-ІІІ ступенів обладнано 12 комп'ютерних класів, під'єднаних до мережі Інтернет.

- У Богодухівській гімназії № 1, Богодухівському ліцеї № 3, Гутянській, Братеницькій, Кручанській, Улянівській, Крисинській, Кленівській, Полково Микитівській, Матвіївській, Шарівській школах учні мають можливість регулярно користуватися інтернетом.

- Нині в районі функціонують 24 спортивні і 4 тренажерні зали. Обладнаних футбольних полів — 17. Найкращий спортивний комплекс району — стадіон «Колос» у Богодухові.

- У Богодухівському районі діють 30 державних і 4 відомчих бібліотек, 39 клубів і Будинків культури.

Серед закладів документальних комунікацій у районі налічується 261 бібліотека та 4 музеї. Загальний фонд бібліотек становить 792 тисячі примірників.
Освіта у Богодухівському районі [Архівовано 15 лютого 2006 у Wayback Machine.]

### Засоби масової інформації
- На території району якісно приймають передачі телеканалів «Інтер», УТ-1, УТ-2, «Новий канал», «Simon», ICTV і СТБ.

Має попит супутникове телебачення[джерело?].
- Газета «Маяк» — виходить кожної п'ятниці українською мовою накладом близько 3 тис. прим.[5]

### Медичне обслуговування населення
У районі є 55 медичних закладів:
| № | Назва                                          | Кількість |
| 1 | Лікарняний заклад (Центральна районна лікарня) | 1         |
| 2 | Амбулаторія сімейної медицини                  | 12        |
| 3 | Фельдшерсько-акушерські пункти (ФАП)           | 38        |
| 4 | Тубсанаторій                                   | 2         |
| 5 | Санепідемстанція                               | 1         |
| 6 | Поліклініка                                    | 1         |

## Відомі люди з Богодухівщини
- Борисов Валентин Тихонович, композитор, його іменем названо музичну школу в Богодухові.
- Ємець Василь Костьович — (15 (27) грудня 1890, село Жаборівці, тепер смт Шарівка Богодухівського району Харківської області — 6 січня 1982, Лос-Анджелес, США) — бандурист-віртуоз, бандурний майстер, історик, письменник
- Івченко Віктор Іларіонович (1912–1972) — український кінорежисер, народився у Богодухові.
- Казан Іван — (1852? — після 1929) — кобзарський цехмайстер у 1889–1929 (?) роках
- Калиненко Кирило Семенович — член Української Центральної Ради, викладач Київської політехніки.
- Каразін Василь Назарович, видатний учений, винахідник, експериментатор, громадський діяч кінця XVIII — першої половини XIX століття, засновник Харківського університету. Крім університету, його ім'я мають школа і сільгосппідприємство у селі Кручик, а також площа у Богодухові.
- Кучугура-Кучеренко Іван Іович (7 липня 1878 року — 24 листопада 1937 року; за іншими даними: (1869, Мурафа Богодухівського повіту (тепер Краснокутський район) — 1942) — український кобзар.
- Микола Хвильовий (Фітільов Микола Григорович), письменник.
- Ковалевський Євген: жив неподалік від Богодухова; мандрівник і вчений XIX століття. Подорожував Африкою, Сербією, Чорногорією.
- Ситник — в листопаді 1921 року очолював загін повстанців в Богодухівському повіті.

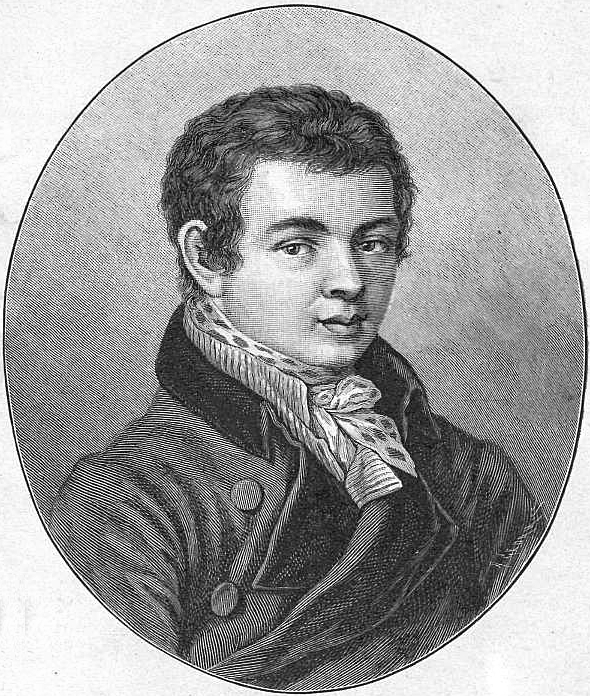
Василь Каразін
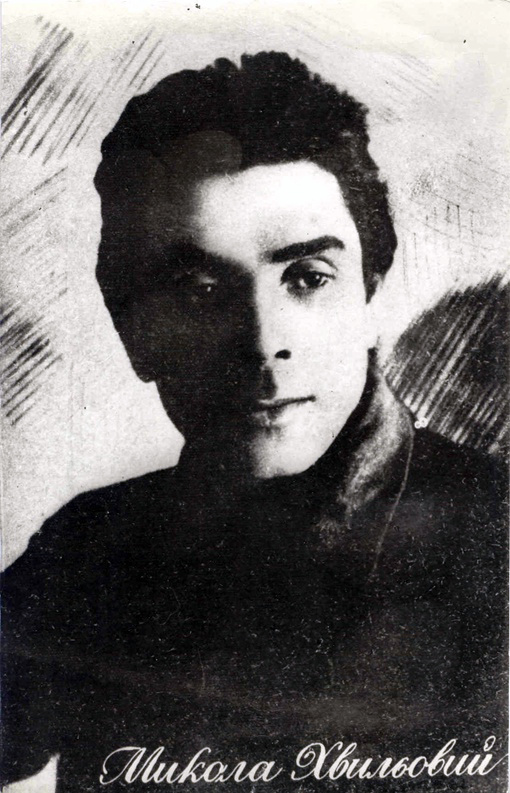
Микола Хвильовий

Герої України:
- Тронько Петро Тимофійович (село Заброди)

## Політика
25 травня 2014 року відбулися Президентські вибори України. У межах Богодухівського району були створені 44 виборчі дільниці. Явка на виборах складала — 50,54 % (проголосували 16 176 із 32 006 виборців). Найбільшу кількість голосів отримав Петро Порошенко — 39,60 % (6 406 виборців); Михайло Добкін — 22,45 % (3 631 виборців), Юлія Тимошенко — 9,87 % (1 597 виборців), Олег Ляшко — 6,74 % (1 091 виборців), Сергій Тігіпко — 5,93 % (959 виборців), Анатолій Гриценко — 4,07 % (658 виборців). Решта кандидатів набрали меншу кількість голосів. Кількість недійсних або зіпсованих бюлетенів — 1,85 %.

### Історія
- Стисла історія міста Богодухів
- Стародавня історія Богодухівщини
- Дяків Острог
- Історія Богодухова